# Phyllanthus castus
Phyllanthus castus är en emblikaväxtart som beskrevs av Spencer Le Marchant Moore. Phyllanthus castus ingår i släktet Phyllanthus och familjen emblikaväxter. Inga underarter finns listade i Catalogue of Life.